# Juan González-Vigil
Juan Diego González-Vigil Bentin (Lima, 18 febbraio 1985) è un calciatore peruviano con passaporto italiano, attaccante dello Sport Boys.

## Carriera

### Club
Durante la sua carriera ha giocato con numerosi club, e il 1º febbraio 2010 si trasferisce al Cartagena, squadra spagnola, con cui ha preso parte alla Segunda División. Più tardi, nel 2010 ha trasferito a Deportivo Quito. Nel 2011 tornò in Perù per giocare con León de Huánuco. Nella seconda metà del 2011 stagione ha trasferito a una delle più grandi squadre in Perù, Sporting Cristal.

### Nazionale
Dal 2007 ha collezionato 3 presenze con la maglia della Nazionale peruviana.

## Palmarès
- Campionato peruviano: 2

Alianza Lima: 2003, 2004
- Coppa del Belgio: 1

Zulte Waregem: 2005-2006